# Fossilworks
Fossilworks je webový portál umožňující dotazování, stanování dat a práci s analytickými nástroje nad daty Paleobiology Database.  Paleobiology Database je rozsáhlá relační databáze spravovaná paleontology z celého světa.